# Філ Гартман
Філіп Едвард Гартман (вродженний Гартманн, англ. Phil Hartman; нар. 24 вересня 1948, Брантфорд — пом. 28 травня 1998, Енсіно) — канадсько-американський актор, комік, сценарист і графічний дизайнер. Після закінчення Каліфорнійського університету в Нортріджі за спеціальністю — графічного мистецтва, він оформляв обкладинки альбомів для таких груп, як Poco і America. У 1975 році він приєднався до комедійної групи The Groundlings, де допоміг Полу Рубенсу створити персонажа — Пі-Ві Германа. Гартман став співавтором фільму «Велика пригода Пі-Ві» (англ. Pee-Wee's Big Adventure) і періодично з'являвся в ролі капітана Карла в шоу Рубенса — «Ігровий будинок Пі-Ві» (англ. Pee-Wee's Playhouse). 
У 1986 році Гартман став учасником скетч-комедійного шоу «Ен-бі-сі» Суботнього вечора в прямому ефірі і пропрацював у ньому 8-м сезонів до 1994 року. Отримавши прізвисько «Клей» за свою здатність утримувати шоу разом і допомагати іншим учасникам, він отримав премію «Еммі» за свою роботу в — SNL в 1989 році. У 1995 році він зіграв роль Білла Макніла в ситкомі NewsRadio після того, як відмовився повернутися в SNL. Також озвучував різних персонажів в серіалі «Сімпсони» і грав другорядні ролі у фільмах — «Гість», «Сержант Білко», «Подарунок на Різдво» і «Солдатики».
У 1987 році після двох розлучень одружився з Брінн Омдалл, яка народила від нього двох дітей. Шлюб був проблемним через вживання Брінн наркотиків і домашнього насильства над Філом, який часто був відсутній вдома. 
У 1998 році, коли Гартман спав у своєму ліжку, дружина застрелила його, а пізніше покінчила життя самогубством. Протягом кількох тижнів після його вбивства Гартман був прославлений цілим рядом спогадів. Ден Снієрсон з журналу Entertainment Weekly висловив думку, що він був «останньою людиною, про яку ви очікували б прочитати строкаті заголовки в ранковій газеті... абсолютно звичайний хлопець, улюблений усіма, з ким він працював». 
Посмертно включений в Алею слави Канади і Голівуда в 2012—2014 роках відповідно.

## Біографія

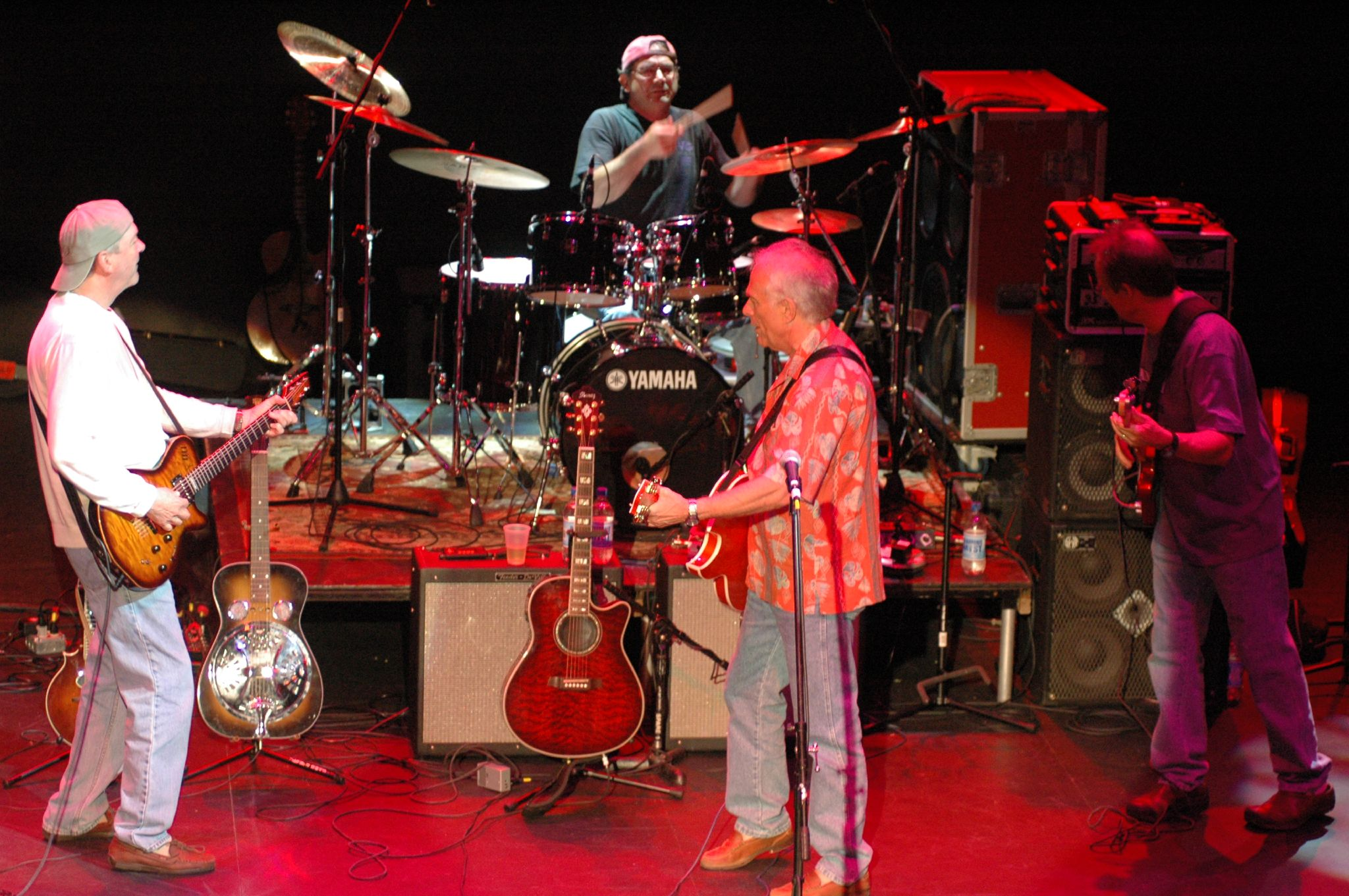
Гартман створював обкладинки альбомів для таких груп, як Poco.

Гартман народився 24 вересня 1948 року в Брантфорді, Онтаріо, і був четвертим з восьми дітей — Доріс Маргеріт (уродженої Ворделл; 17 липня 1919 — 15 квітня 2001) і Руперта Лоебіґа Гартманна  (8 листопада 1914 — 30 квітня 1998), продавця будівельних матеріалів. Його батьки були католиками і виховували своїх дітей у вірі. У дитинстві Гартман насилу заробляв прихильність: «вважаю, я не отримував того, чого хотів від свого сімейного життя, тому почав шукати любові і уваги в інших місцях».
Гартману було 10 років, коли його сім'я переїхала до США. Спочатку сім'я жила в містах — Льюїстоні, Меридені, а потім на Західному узбережжі. Там він відвідував Вестчестерську середню школу і часто виступав в ролі класного клоуна. Після закінчення школи він вивчав мистецтво в Міському коледжі Санта-Моніки, але в 1969 році кинув навчання, щоб стати гастролером рок-групи. Він повернувся до школи в 1972 році, на цей раз вивчаючи графічне мистецтво в Каліфорнійському державному університеті в Нортріджі. Створив і керував власним графічним бізнесом, створивши понад 40 обкладинок альбомів для таких груп, як Poco і America, а також рекламу і логотип для — Crosby, Stills, Nash & Young. Наприкінці 1970-х років Гартман вперше з'явився на телебаченні в епізоді шоу The Dating Game, в якому він переміг.

## Кар'єра

### Рання кар'єра (1975—1985)
Працюючи поодинці як художник-графік, Гартман часто розважав себе «польотами голосових фантазій». У 1975 році, шукаючи більш соціальне застосування своїм талантам, він почав відвідувати вечірні заняття з комедії, що проводяться Каліфорнійською-групою імпровізаційної комедії — The Groundlings. Під час перегляду одного з виступів трупи він імпульсивно вирішив піднятися на сцену і приєднатися до акторів. Його перша поява на екрані відбулася в 1978 році у фільмі «Stunt Rock», австралійському фільмі, знятому в Лос-Анджелесі — Брайаном Тренчард-Смітом. Після декількох років навчання, оплачуючи свій шлях за рахунок редизайну логотипу і атрибутики групи, Гартман офіційно приєднався до трупи «The Groundlings» і до 1979 року став однією із зірок шоу.
У The Groundlings Гартман подружився з Полом Рубенсом і часто співпрацював з ним у написанні сценаріїв і комедійних матеріалів. Разом вони створили персонажа Пі-Ві Германа і розробили «Шоу Пі-Ві Германа» (англ. The Pee-wee Herman Show), живу сценічну виставу, яка також транслювалася на HBO в 1981 році. Гартман зіграв капітана Карла в «Шоу Пі-Ві Германа» і повернувся в цій ролі для дитячого шоу «Ігровий будинок Пі-Ві». Рубенс і Гартман зіграли камео у фільмі 1980 року — «Наступний фільм Чича і Чонга» (англ. Cheech & Chong's Next Movie). 
Гартман став співавтором сценарію повнометражного фільму 1985 року «Велика пригода Пі-Ві» і зіграв у ньому епізодичну роль репортера. Хоча у віці 36 років він подумував кинути акторську кар'єру через обмежені можливості, успіх «Великої пригоди Пі-Ві» приніс нові можливості і змусив його передумати. Після творчих розбіжностей з Рубенсом Гартман покинув проект «Пі-Ві Герман» і зайнявся іншими ролями.
Гартман знімався в невеликих ролях в таких фільмах 1986 року, як «Джек-стрибунець» і «Три аміго». Він також працював в якості актора озвучування в анімаційних телевізійних програмах, включаючи — «Смурфики», «Війна гоботів», «13 привидів Скубі-Ду» і «Денніс-непосидько», в ролях Генрі Мітчелла і Джорджа Вілсона. Створив сильну особистість, озвучуючи рекламні ролики.

### Суботнього вечора в прямому ефірі (1986—1994)
Гартман успішно пройшов прослуховування і приєднався до естрадного шоу «Ен-бі-сі» Суботнього вечора в прямому ефірі в його 12-му сезоні, який почався 11 жовтня 1986 р. Його рекомендували для участі в шоу товариші по The Groundlings і учасники ефіру Джон Ловітц, і Ларейн Ньюман, а також Пенні Маршалл. В інтерв'ю газеті — Лос-Анджелес Таймс він сказав: «я хотів зніматися в ефірі, тому що хотів отримати популярність, яка забезпечить мені касовий успіх, щоб я міг писати фільми для себе». За вісім сезонів участі в шоу Гартман став відомий своїми пародіями і виступив у ролі понад 70 різних персонажів. У цей час він був знаменитий своїми пародіями на відомих людей — він чудово зображував на сцені таких відомих людей, як — Френк Сінатра, Рональд Рейган, Барбара Буш, Чарлтон Гестон, Філ Донаг'ю і Білл Клінтон. Також в цьому шоу він виконував ролі чудовиська Франкенштейна і розмороженої печерної людини-адвоката.
Гартман вперше виконав свою пародію на Клінтона в одному з епізодів — «Вечірнього шоу» (англ. The Tonight Show). Коли він зустрів Клінтона в 1993 році, Гартман зауважив: «Думаю, я повинен принести перед вами кілька вибачень», додавши пізніше, що він «іноді „відчував“ укол провини через „свою пародію на Клінтона». Клінтон проявив гарне почуття гумору і послав Гартману підписану фотографію з текстом: «Ти не президент, але ти граєш його на телебаченні. І ти в основному в порядку». Гартман скопіював «постназальні краплі» президента і «легке дряпання» в його голосі, а також його відкриті, «менш лякаючі» жести руками. Гартман не став носити великий протез носа, зображуючи Клінтона, так як вважав, що це буде відволікати увагу. Замість цього він носив перуку, фарбував брови в світлий колір і використовував макіяж, щоб підкреслити ніс. В одному з скетчів Гартмана, що зображує Клінтона, президент відвідує ресторан Mcdonald's і пояснює свою економічну політику в метафорі поїдання їжі інших клієнтів. Під час репетицій цього скетчу сценаристи сказали йому, що він їсть недостатньо — до кінця живого виступу Гартман з'їв так багато, що ледве міг говорити.  
У ефірі прізвисько Гартмана «Клей» придумав Адам Сендлер, згідно з книгою Джея Мора — «Gasping for Airtime». Однак, згідно з книгою «You Might Remember Me: the Life and Times of Phil Hartman» Майка Томаса, автора і штатного письменника газети — Чикаго Сан Таймс, прізвисько було придумано учасником ефіру і частим колегою Гартмана по сцені Дженіс Хуксом. Гартман дуже допомагав іншим учасникам. Наприклад, він допомагав Хукс подолати страх сцени. Лорн Майклз пояснив це прізвисько: «він ніби тримав шоу разом. Він давав усім і вимагав дуже мало. Він був дуже невибагливий». Майклз також додав, що Гартман був «найменш оціненим» членом акторського складу коментаторами поза шоу, і високо оцінив його здатність «виконувати п'ять або шість ролей в шоу, де ти граєш роль підтримки або робиш чудову роботу над характером». Гартман отримав Прайм-тайм премію «Еммі» за видатний сценарій для естрадної, музичної або комедійної програми для — SNL в 1989 році, розділивши нагороду з іншими сценаристами шоу. Він був номінований в тій же категорії в 1987 році і окремо в 1994 році за видатний індивідуальний виступ в естрадній або музичній програмі.

### Новинне радіо (1995—1998)
Хартман став однією із зірок ситкому «Новинне радіо» в 1995 році, зображуючи ведучого новин на радіо Білла Макніла. Він підписав контракт після того, як його залучили сценарій шоу і використання ансамблевого складу, і жартував, що він взяв за основу Макніла, прибравши «всяку етику і характер». Гартман заробляв приблизно — $50 тис. (еквівалент $84 920 тис. в 2020 році) за епізод Новинне радіо. Хоча шоу отримало визнання критиків, воно ніколи не було рейтинговим хітом, і скасування було постійною загрозою. Після завершення четвертого сезону Гартман сказав: «Схоже, у нас обмежена привабливість. Ми знаходимося на межі, не впевнені, що нас візьмуть чи ні», але додав, що «на 99 відсотків впевнений», що серіал буде продовжений на п'ятий сезон. 
Гартман публічно засудив рішення «Ен-бі-сі» неодноразово переводити Новинне радіо в різні часові інтервали, але пізніше пошкодував про свої коментарі, сказавши: «це ситком, чорт візьми, а не операція на мозку». Він також заявив, що якщо ситком буде скасований, «це просто відкриє для мене інші можливості». Хоча шоу було продовжено на п'ятий сезон, Гартман помер до початку виробництва. Кен Такер високо оцінив виконання Гартманом ролі Макніла: «менш сильний виконавець... зіграв би його як варіацію Теда Бакстера з «Шоу Мері Тайлер Мур», тому що саме таким Білл був на папері. Але Гартман надав нескінченну різноманітність егоцентризму Білла, перетворюючи його в підступного, боягузливого, гидливого і безрозсудно сміливого від тижня до тижня». 
Гартман був посмертно номінований на премію «Еммі» за видатну чоловічу роль другого плану в комедійному серіалі в 1998 році за роботу в «Новинному радіо», але програв — Девіду Хайду Пірсу.

### Сімпсони (1991—1998)
Гартман озвучив безліч персонажів мультсеріалу «Сімпсони» на каналі Fox, знявшись в 52 епізодах. Вперше він з'явився в епізоді — 2-го сезону «Барт потрапив під машину». Хоча спочатку він був запрошений для одноразового появи, Гартману сподобалося працювати в «Сімпсонах», і співробітники написали для нього додаткові ролі. Він озвучив повторюваних персонажів Лайонеля Гуць і Троя МакКлура, а також Даффмена (один раз) і декількох фонових персонажів. Його улюбленою роллю була роль МакКлура, і він часто використовував цей голос, щоб розважати глядачів між дублями під час запису епізодів Новинного радіо. Він зауважив: «Мої улюблені фанати — це фанати Троя МакКлура». Він додав: «Це єдине, що я роблю у своєму житті, що є майже захопленням. Я роблю це з чистої любові до цього».
Гартман був популярний серед співробітників «Сімпсонів». Шоуранери Білл Оуклі і Джош Вайнштейн говорили, що їм подобається його робота, і використовували його якомога частіше при роботі над серіалом. Щоб дати Гартману більш значну роль, вони розробили епізод «Рибка на ім'я Сельма», в якому основна увага приділяється Трою МакКлур і розширюється передісторія персонажа. Творець «Сімпсонів» Метт Ґрейнінґ сказав, що він «сприймав „Гартмана“ як належне, тому що він кожен раз потрапляв в жарт», і що його гра голосом могла виробити «максимальну кількість гумору» з будь-якою реплікою, яку йому давали. Перед смертю Гартман висловив зацікавленість у створенні фільму про Троя МакКлура. Багато з знімального персоналу «Сімпсонів» висловили ентузіазм з приводу цього проекту і запропонували свою допомогу.